# Selezione di gruppo
La selezione di gruppo è uno dei possibili gradi della selezione multi-livello, il primo ad essere stato teorizzato nel 1962 dal biologo statunitense V.C. Wynne-Edwards e divulgata dallo scrittore ed antropologo Robert Ardrey. Questa teoria, che inizialmente ebbe un certo successo, godette di alti e bassi nel campo della biologia evolutiva.

## Basi della teoria
La teoria formulata negli anni '60 da V.C. Wynne-Edwards proponeva che in un gruppo di animali l'esistenza di comportamenti altruisti di soggetti che in determinate situazioni si sacrificano o comunque si espongono a rischi e danni per proteggere altri individui (ad esempio la prole, le femmine o maschi e altri individui) si potesse essere sviluppata in relazione al beneficio che questi comportamenti apportavano al gruppo o alla specie. Questa ipotesi fu accantonata e ampiamente criticata dagli altri scienziati negli anni '90, sulla base che l'ipotetico altruista sacrificandosi non avrebbe tramandato i suoi geni e la caratteristica non si sarebbe potuta evolvere all'interno del gruppo. per poi venire riabilitata negli anni 2000.

## Le nuove teorie
Nacque così la necessità di trovare nuove spiegazioni più rigorose per comportamenti collaborativi apparentemente altruistici che sembravano suggerire l'esistenza di un qualche tipo di sacrificio per il bene del gruppo o della specie. Per esempio in molte specie di erbivori (cervi, daini, gazzelle, suricati) si trovano degli individui che segnalano la presenza di eventuali predatori stando di guardia ed esponendosi quindi a rischi molto maggiori, le api pungendo un eventuale predatore o essere che può nuocere alla colonia sacrificano la propria vita. Tutti questi esempi necessitavano quindi di nuove teorie che ne spiegassero l'esistenza in accordo con la selezione naturale.
La soluzione arrivò con l'utilizzo della teoria dei giochi, sviluppando concetti come le strategie evolutivamente stabili, con cui si poteva dimostrare che i comportamenti apparentemente altruistici che si ritrovano in natura possono essere riconducibili ad una convenienza per la linea genetica dell'individuo, attraverso meccanismi come la selezione parentale scoperta da Ronald Fisher e J. B. S. Haldane e formalizzata rigorosamente da William Donald Hamilton nel 1964, o, nel caso manchi la parentela diretta, secondo il meccanismo dell'altruismo reciproco proposto da Robert Trivers nel 1971. La chiave per interpretare in modo ancora più rigoroso questi comportamenti fu fornita dagli studi di George Christopher Williams (biologo) del 1966, efficacemente divulgati da Richard Dawkins nel libro Il gene egoista, che individuano nel gene il soggetto di base su cui operano i meccanismi evolutivi.

## Rivalutazione della teoria
Nel 2012 alla luce delle più recenti evidenze scientifiche Jonathan Haidt propone di riabilitare la teoria di selezione di gruppo con i dovuti aggiustamenti.